# Runina
Runina, russinisch Руніна/Runina (ungarisch Juhászlak – bis 1902 sowie 1939–44 Runyina) ist eine Gemeinde in der Ostslowakei mit 69 Einwohnern (Stand 31. Dezember 2024), etwa 28 km östlich von Snina, wenige Kilometer entfernt von der polnischen Grenze. Das Dorf liegt inmitten des Gebirges Bukovské vrchy auf einer Höhe von 550 m n.m. und zugleich im Nationalpark Poloniny. Im Jahre 2001 waren von den 91 Einwohnern 62 Russinen, 23 Ukrainer sowie 6 Slowaken und alle Einwohner bekannten sich zur Orthodoxen Kirche. Bei der Volkszählung 2011 gaben 89 % der Einwohner Russinisch als Muttersprache an.

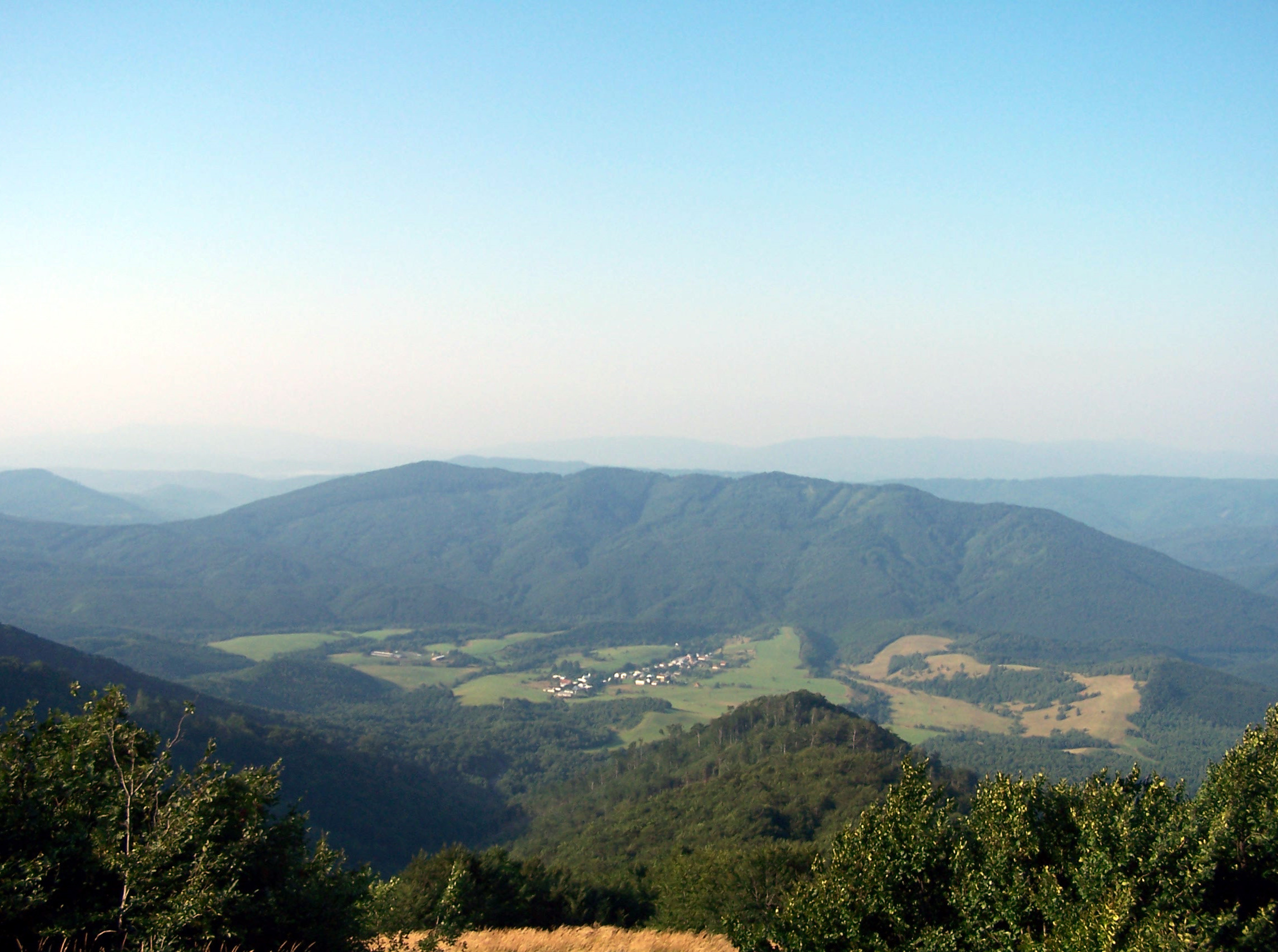
Runina

## Geschichte
Der Ort wurde 1569 zum ersten Mal schriftlich erwähnt als Ronua und lag im Herrschaftsgebiet von Humenné, dessen Herrscher das Geschlecht Drugeth war. 1828 sind 23 Häuser und 184 Einwohner verzeichnet. Bis 1918 gehörte es zum Komitat Semplin im Königreich Ungarn und kam dann zur neuentstandenen Tschechoslowakei.
Nach der Besetzung im Slowakisch-Ungarischen Krieg im Jahre 1939 war Runina bis 1944 als Runyina an Ungarn angegliedert, seither ist der Ort wieder Teil der Tschechoslowakei und seit 1993 der neu entstandenen Slowakei.

## Bevölkerung
| Jahr                | 1994 | 2004     | 2014    | 2024     |
| ------------------- | ---- | -------- | ------- | -------- |
| Anzahl der Personen | 123  | 74       | 80      | 69       |
| Unterschied         |      | −39,83 % | +8,10 % | −13,75 % |

| Jahr                | 2023 | 2024    |
| ------------------- | ---- | ------- |
| Anzahl der Personen | 71   | 69      |
| Unterschied         |      | −2,81 % |

## Sehenswürdigkeiten
- Orthodoxe Kirche, die eine Holzkirche aus dem Jahr 1796 ersetzte
- Soldatenfriedhof mit 90 beerdigten Gefallenen des Ersten Weltkrieges